# روبن أريكسون
روبن أريكسون (بالسويدية: Robin Eriksson)‏ (5 يناير 1991 غوتنبرغ السويد - ) هو لاعب كرة قدم سويدي يلعب كمهاجم.

## روابط خارجية
- روبن أريكسون على موقع اتحاد السويد (السويدية)
- روبن أريكسون على موقع قاعدة بيانات كرة القدم.إي يو (الإنجليزية)
- روبن أريكسون على موقع Soccerway.com (الإنجليزية)